# マリア・フォン・ホーエンシュタウフェン
マリア・フォン・ホーエンシュタウフェン（ドイツ語：Maria von Hohenstaufen, 1201年4月3日 - 1235年3月29日）は、後にブラバント公となるアンリ2世の妃。夫が公位を継承する前に死去した。

## 生涯
マリアはローマ王フィリップとイレーネー・アンゲリナの娘としてイタリアのアレッツォで生まれた。1208年6月21日、父フィリップはオットー8世・フォン・ヴィッテルスバッハに暗殺され、その2ヶ月後には母イレーネーが娘を出産した際に死去し、マリアは7歳で両親を失った。

## 結婚と子女
1215年8月22日より前に、ブラバント公およびロチエ公の継承者アンリ2世と結婚した。2人の間には以下の子女が生まれた。
- マティルド（1224年 - 1288年） - アルトワ伯ロベール1世と結婚[2]、後にサン＝ポル伯ギー3世と再婚。
- ベアトリス（1225年 - 1288年） - テューリンゲン方伯、対立ローマ王ハインリヒ・ラスペと結婚、後にフランドル伯ギヨーム2世と再婚[2]。
- マリー（1226年 - 1256年）[2] - 上バイエルン公兼ライン宮中伯ルートヴィヒ2世と結婚したが、ドナウヴェルトで姦通罪で処刑された[3]。
- マルグリット（1227年 - 1277年3月14日） - ヘルツォゲンタールの修道女
- アンリ3世（1230年 - 1261年）
- フィリップ - 早世[2]

## 死去
マリアは1235年3月29日にルーヴェンにおいて死去した。その半年後、夫アンリ2世はブラバント公位を継承した。